# Dialeurolonga operculobata
Dialeurolonga operculobata es un hemíptero de la familia Aleyrodidae, con una subfamilia: Aleyrodinae.
Fue descrita científicamente por primera vez por Martin & Carver in Martin en 1999.